# 小澤列納
48°58′19″N 26°12′47″E / 48.97194°N 26.21306°E
小澤列納（烏克蘭語：Мала Зелена），是烏克蘭西部的村莊，隸屬赫梅利尼茨基州的卡緬涅茨-波多利斯基區。該村面積0.4平方公里，海拔高度264米，2001年人口119，人口密度每平方公里301.3人。